# William Russell, VIII duca di Bedford
William Russell, VIII duca di Bedford (1º luglio 1809 – Londra, 27 maggio 1872), è stato un politico inglese.

## Biografia

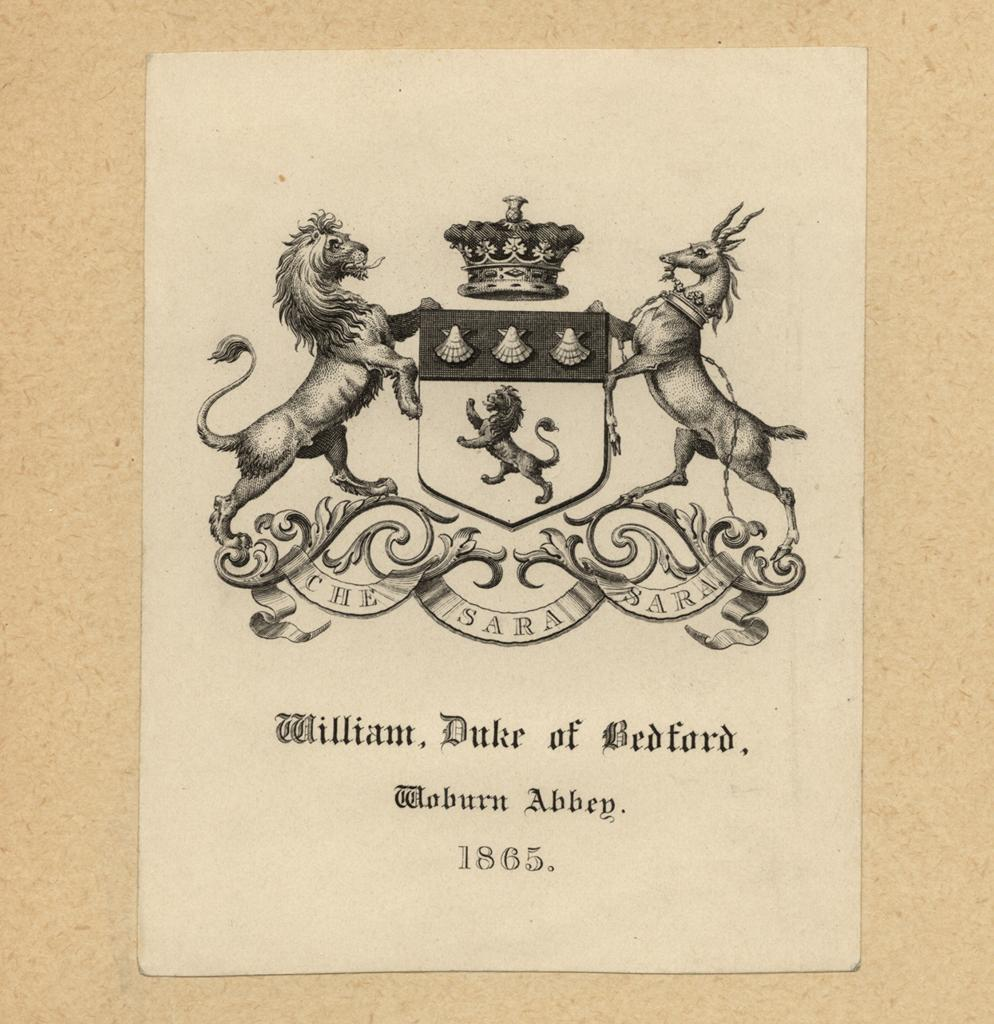
Ex libris di William Russell, Duca di Bedford

Figlio di Francis Russell, VII duca di Bedford e di sua moglie, Anne Stanhope, William Russell venne educato al College di Eton ed al Christ Church di Oxford. Terminati gli studi decise come il padre e molti membri della sua famiglia di intraprendere la carriera politica, divenendo membro del parlamento per la circoscrizione elettorale di Tavistock, rimanendo in carica dal 1832 al 1841.
Nel 1861, alla morte di suo padre, ne ereditò i titoli e passò alla Camera dei Lord.
Morì nel 1872, all'età di 62, senza essersi mai sposato e senza eredi e venne sepolto nella Cappella Bedford della Chiesa di San Michele di Chenies, nel Buckinghamshire. I suoi titoli passarono a suo cugino, Francis Hastings Russell.

## Ascendenza
|                                              |                                              |                                             | Genitori                                     |  |  | Nonni |  |  | Bisnonni                                  |  |  | Trisnonni                            |  |
|                                              |                                              |                                             |                                              |  |  |       |  |  | 8. Francis Russell, marchese di Tavistock |  |  | 16. John Russell, IV duca di Bedford |  |
|                                              |                                              |                                             |                                              |  |  |       |  |  | 8. Francis Russell, marchese di Tavistock |  |  | 16. John Russell, IV duca di Bedford |  |
|                                              |                                              | 17. Gertrude Leveson-Gower                  |                                              |  |  |       |  |  | 8. Francis Russell, marchese di Tavistock |  |  |                                      |  |
| 4. John Russell, VI duca di Bedford          |                                              |                                             |                                              |  |  |       |  |  | 8. Francis Russell, marchese di Tavistock |  |  |                                      |  |
|                                              |                                              | 9. Elizabeth Keppel                         | 18. Willem van Keppel, II conte di Albemarle |  |  |       |  |  |                                           |  |  |                                      |  |
|                                              |                                              | 9. Elizabeth Keppel                         | 18. Willem van Keppel, II conte di Albemarle |  |  |       |  |  |                                           |  |  |                                      |  |
|                                              |                                              | 9. Elizabeth Keppel                         | 19. Anne Lennox                              |  |  |       |  |  |                                           |  |  |                                      |  |
| 2. Francis Russell, VII duca di Bedford      |                                              | 9. Elizabeth Keppel                         |                                              |  |  |       |  |  |                                           |  |  |                                      |  |
|                                              |                                              | 10. George Byng, IV visconte di Torrington  | 20. George Byng, III visconte di Torrington  |  |  |       |  |  |                                           |  |  |                                      |  |
|                                              |                                              | 10. George Byng, IV visconte di Torrington  | 20. George Byng, III visconte di Torrington  |  |  |       |  |  |                                           |  |  |                                      |  |
|                                              |                                              | 10. George Byng, IV visconte di Torrington  | 21. Elizabeth Daniel                         |  |  |       |  |  |                                           |  |  |                                      |  |
| 5. Georgiana Byng                            |                                              | 10. George Byng, IV visconte di Torrington  |                                              |  |  |       |  |  |                                           |  |  |                                      |  |
|                                              |                                              | 11. Lucy Boyle                              | 22. John Boyle, V conte di Cork              |  |  |       |  |  |                                           |  |  |                                      |  |
|                                              |                                              | 11. Lucy Boyle                              | 22. John Boyle, V conte di Cork              |  |  |       |  |  |                                           |  |  |                                      |  |
|                                              |                                              | 11. Lucy Boyle                              | 23. Margaret Hamilton                        |  |  |       |  |  |                                           |  |  |                                      |  |
| 1. William Russell, VIII duca di Bedford     |                                              | 11. Lucy Boyle                              |                                              |  |  |       |  |  |                                           |  |  |                                      |  |
|                                              | 12. William Stanhope, II conte di Harrington | 24. William Stanhope, I conte di Harrington |                                              |  |  |       |  |  |                                           |  |  |                                      |  |
|                                              | 12. William Stanhope, II conte di Harrington | 24. William Stanhope, I conte di Harrington |                                              |  |  |       |  |  |                                           |  |  |                                      |  |
|                                              | 12. William Stanhope, II conte di Harrington | 25. Anne Griffith                           |                                              |  |  |       |  |  |                                           |  |  |                                      |  |
| 6. Charles Stanhope, III conte di Harrington | 12. William Stanhope, II conte di Harrington |                                             |                                              |  |  |       |  |  |                                           |  |  |                                      |  |
|                                              |                                              | 13. Caroline Fitzroy                        | 26. Charles FitzRoy, II duca di Grafton      |  |  |       |  |  |                                           |  |  |                                      |  |
|                                              |                                              | 13. Caroline Fitzroy                        | 26. Charles FitzRoy, II duca di Grafton      |  |  |       |  |  |                                           |  |  |                                      |  |
|                                              |                                              | 13. Caroline Fitzroy                        | 27. Henrietta Somerset                       |  |  |       |  |  |                                           |  |  |                                      |  |
| 3. Anne Mary Stanhope                        |                                              | 13. Caroline Fitzroy                        |                                              |  |  |       |  |  |                                           |  |  |                                      |  |
|                                              |                                              | 14. John Fleming, I baronetto               | 28. Robert Fleming                           |  |  |       |  |  |                                           |  |  |                                      |  |
|                                              |                                              | 14. John Fleming, I baronetto               | 28. Robert Fleming                           |  |  |       |  |  |                                           |  |  |                                      |  |
|                                              |                                              | 14. John Fleming, I baronetto               | 29. Catharine Spence                         |  |  |       |  |  |                                           |  |  |                                      |  |
| 7. Jane Fleming                              |                                              | 14. John Fleming, I baronetto               |                                              |  |  |       |  |  |                                           |  |  |                                      |  |
|                                              |                                              | 15. Jane Coleman                            | 30. William Coleman                          |  |  |       |  |  |                                           |  |  |                                      |  |
|                                              |                                              | 15. Jane Coleman                            | 30. William Coleman                          |  |  |       |  |  |                                           |  |  |                                      |  |
|                                              |                                              | 15. Jane Coleman                            | 31. Jane Seymour                             |  |  |       |  |  |                                           |  |  |                                      |  |
|                                              |                                              | 15. Jane Coleman                            |                                              |  |  |       |  |  |                                           |  |  |                                      |  |